# Do!! The★MUSTANG
『Do!! The★MUSTANG』（ドゥ!! ザ・マスタング）は、日本のロックバンド、THE HIGH-LOWSの8枚目のオリジナル・アルバム。2004年9月1日発売。発売元はHAPPY SONG RECORDS。

## 概要
ハイロウズとしては、唯一の4人編成および事実上の最後となったオリジナルアルバムである。
ただし、後身のクロマニヨンズでは、このような4人編成（サポートを含む）を基本として活動している。
なお、この作品には、2004年アテネオリンピックの自転車競技応援曲に起用された『荒野はるかに』と、ポッカコーポレーション「キレートレモン」CMソングとして起用された『ズートロ』が収録されている。
シングル曲は、このほか『砂鉄』『スパイダー・ホップ』も収録。
ここでは未収録のシングル曲で、リクルート「フロム・エー」CMソングに起用された『サンダーロード』は、『FLASH 〜BEST〜』にてアルバム初収録となった。封入特典ステッカー付き。

## 収録曲
| 全編曲: THE HIGH-LOWS。 |                                  |            |       |
| #                       | タイトル                         | 作詞・作曲 | 時間  |
| 1.                      | 「ゴーン」                       | 真島昌利   | 3:29  |
| 2.                      | 「砂鉄」                         | 真島昌利   | 3:58  |
| 3.                      | 「ノロノロ」                     | 甲本ヒロト | 3:45  |
| 4.                      | 「荒野はるかに」                 | 真島昌利   | 4:35  |
| 5.                      | 「アネモネ男爵」                 | 真島昌利   | 4:42  |
| 6.                      | 「夜の背」                       | 甲本ヒロト | 4:29  |
| 7.                      | 「ブラジル」                     | 真島昌利   | 5:02  |
| 8.                      | 「暴力アラウンド・ザ・クロック」 | 真島昌利   | 4:07  |
| 9.                      | 「ズートロ」                     | 甲本ヒロト | 2:37  |
| 10.                     | 「スパイダー・ホップ」           | 甲本ヒロト | 2:51  |
| 11.                     | 「ザリガニ」                     | 真島昌利   | 3:39  |
| 12.                     | 「ヘッドホン」                   | 甲本ヒロト | 3:31  |
| 13.                     | 「たつまき親分」                 | 甲本ヒロト | 5:30  |
| 14.                     | 「プラプラ」                     | 甲本ヒロト | 4:42  |
| 合計時間:               | 合計時間:                        | 合計時間:  | 56:57 |

### 楽曲解説
「ブラジル」
前奏はTHE BLUE HEARTSの未発表曲「お前の宇宙に入れてくれ」のリフとまったく同じである（流用かどうかは定かではない）。

## 参加ミュージシャン
THE HIGH-LOWS
- 甲本ヒロト ：ボーカル、ブルースハープ
- 真島昌利：ギター、コーラス
- 調先人：ベース、コーラス
- 大島賢治：ドラムス、コーラス